# Антонелли, Лука
Лука́ Антоне́лли (итал. Luca Antonelli; род. 11 февраля 1987, Монца, Италия) — итальянский футболист, защитник. За сборную Италии сыграл 13 матчей. Его отец Роберто также был футболистом.

## Клубная карьера
Дебютировал в составе «Милана» 23 декабря 2006 года в матче 18-го тура чемпионата Италии против «Удинезе», выйдя на замену на 86-й минуте вместо Кларенса Зеедорфа.
4 января 2011 года в рамках двусторонней сделки перешёл из «Пармы» в «Дженоа».
2 февраля 2015 года вернулся в «Милан», подписав контракт до 30 июня 2018 года.
11 августа 2018 года перешёл в «Эмполи», подписав контракт до 30 июня 2021 года. 5 октября 2020 года расторг контракт с «Эмполи» по взаимному согласию сторон.
17 февраля 2021 года подписал контракт с американским клубом «Майами» из Чемпионшипа ЮСЛ. За «Майами» дебютировал 2 мая в матче стартового тура сезона 2021 против «Лаудон Юнайтед».
10 ноября 2022 года объявил о завершении футбольной карьеры.

## Выступления за сборную
Дебютировал за «Скуадру Адзурру» 3 сентября 2010 года в отборочном матче на чемпионат Европы 2012 против Эстонии, выйдя на замену на 80-й минуте вместо Антонио Кассано.

## Статистика

### Матчи за сборную
| №  | Дата            | Оппонент          | Счёт | Голы | Соревнование              |
| -- | --------------- | ----------------- | ---- | ---- | ------------------------- |
| 1  | 3 сентября 2010 | Эстония           | 2:1  | —    | Отборочный турнир ЧЕ-2012 |
| 2  | 7 сентября 2010 | Фарерские острова | 5:0  | —    | Отборочный турнир ЧЕ-2012 |
| 3  | 21 марта 2013   | Бразилия          | 2:2  | —    | Товарищеский матч         |
| 4  | 31 мая 2013     | Сан-Марино        | 4:0  | —    | Товарищеский матч         |
| 5  | 14 августа 2013 | Аргентина         | 1:2  | —    | Товарищеский матч         |
| 6  | 6 сентября 2013 | Болгария          | 1:0  | —    | Отборочный турнир ЧМ-2014 |
| 7  | 18 ноября 2014  | Албания           | 1:0  | —    | Товарищеский матч         |
| 8  | 28 марта 2015   | Болгария          | 2:2  | —    | Отборочный турнир ЧЕ-2016 |
| 9  | 31 марта 2015   | Англия            | 1:1  | —    | Товарищеский матч         |
| 10 | 13 ноября 2015  | Бельгия           | 1:3  | —    | Товарищеский матч         |
| 11 | 24 марта 2016   | Испания           | 1:1  | —    | Товарищеский матч         |
| 12 | 29 марта 2016   | Германия          | 1:4  | —    | Товарищеский матч         |
| 13 | 5 сентября 2016 | Израиль           | 3:1  | —    | Отборочный турнир ЧМ-2018 |

Итого: сыграно матчей: 13 / забито голов: 0; победы: 6, ничьи: 4, поражения: 3.

## Достижения
«Милан»
- Обладатель Суперкубка Италии: 2016